# Andreja Leskovšek
Andreja Leskovšek, slovenska alpska smučarka, * 11. januar 1965, Kranj.
Leskovškova je za Jugoslavijo nastopila na Zimskih olimpijskih igrah 1984 v Sarajevu, kjer je v veleslalomu končala na 16. mestu, v slalomu pa je bila diskvalificirana.